# Mon héros (film, 1948)
Pour l’article homonyme, voir Mon héros.
Mon héros (A Southern Yankee) est un film américain réalisé par Edward Sedgwick, sorti en 1948.
Il est librement adapté du film de Buster Keaton Le Mécano de la « General » qui était sorti en 1926. Keaton a d'ailleurs écrit quelques gags visuels pour le film,.

## Fiche technique
- Titre original : A Southern Yankee
- Réalisateur : Edward Sedgwick
- Scénario : Harry Tugend d'après une histoire de Melvin Frank et Norman Panama
- Producteur : Paul Jones
- Photographie : Ray June
- Montage : Ben Lewis
- Musique : David Snell
- Type : Noir & blanc
- Production : Metro-Goldwyn-Mayer
- Distributeur : Loew's, Inc.
- Durée : 90 minutes
- Date de sortie : 5 août 1948

## Distribution
- Red Skelton : Aubrey Filmore
- Brian Donlevy : Kurt Devlynn
- Arlene Dahl : Sallyann Weatharby
- George Coulouris : Maj. Jack Drumman aka The Grey Spider
- Lloyd Gough : Capt. Steve Lorford
- John Ireland : Capt. Jed Calbern
- Minor Watson : Gen. Watkins
- Charles Dingle : Col. Weatherby
- Art Baker : Col. Clifford M. Baker
- Reed Hadley : Fred Munsey
- Arthur Space : Mark Haskins
- Joyce Compton : Hortense Dobson